# روي بيدرو سيلفا
روي بيدرو سيلفا (بالبرتغالية: Rui Pedro Silva‏) هو منافس ألعاب قوى برتغالي، ولد في 6 مايو 1981 في سانتو تريسو في البرتغال.

## وصلات خارجية
- روي بيدرو سيلفا على موقع الاتحاد الدولي لألعاب القوى (الإنجليزية)
- روي بيدرو سيلفا على موقع الاتحاد الأوروبي لألعاب القوى (الإنجليزية)
- روي بيدرو سيلفا على موقع رابطة إحصائيات سباق الطريق (الإنجليزية)
- روي بيدرو سيلفا على موقع أوليمبيديا (الإنجليزية)